# Aston Martin Vantage
Aston Martin Vantage — спортивный автомобиль, выпускавшийся с 1993 по 2000 год английской компанией Aston Martin, а также торговая марка, используемая для обозначения более мощных и быстрых версий других моделей компании.
Впервые название Vantage (рус. Преимущество) было использовано для обозначения более быстрой 125-сильной, по сравнению со 105-сильной базовой, версии модели DB2 в 1951 году. Следующим автомобилем был, появившийся в 1962 году, DB4 Vantage. Помимо мощного мотора, эта модель внешне немного отличалась от стандартной. С представлением DB5 Vantage в 1964 году, название утвердилось в качестве обозначения спортивной версии, соответствующие надписи появились на передних крыльях автомобиля. Всё повторилось и с выпуском моделей DB6 и DBS.
Считается, что первой самостоятельной моделью была AM Vantage, с немного изменённой внешностью и шестицилиндровым форсированным двигателем, которая в небольшом количестве производилась в 1972—1973 году, параллельно с новым автомобилем AM V8. Спортивная модель на базе которого, V8 Vantage была представлена в 1977 году. Один из самых быстрых автомобилей своего времени был вскоре дополнен открытой V8 Vantage Volante и специальной V8 Zagato версиями.

## Vantage (1993—2000)

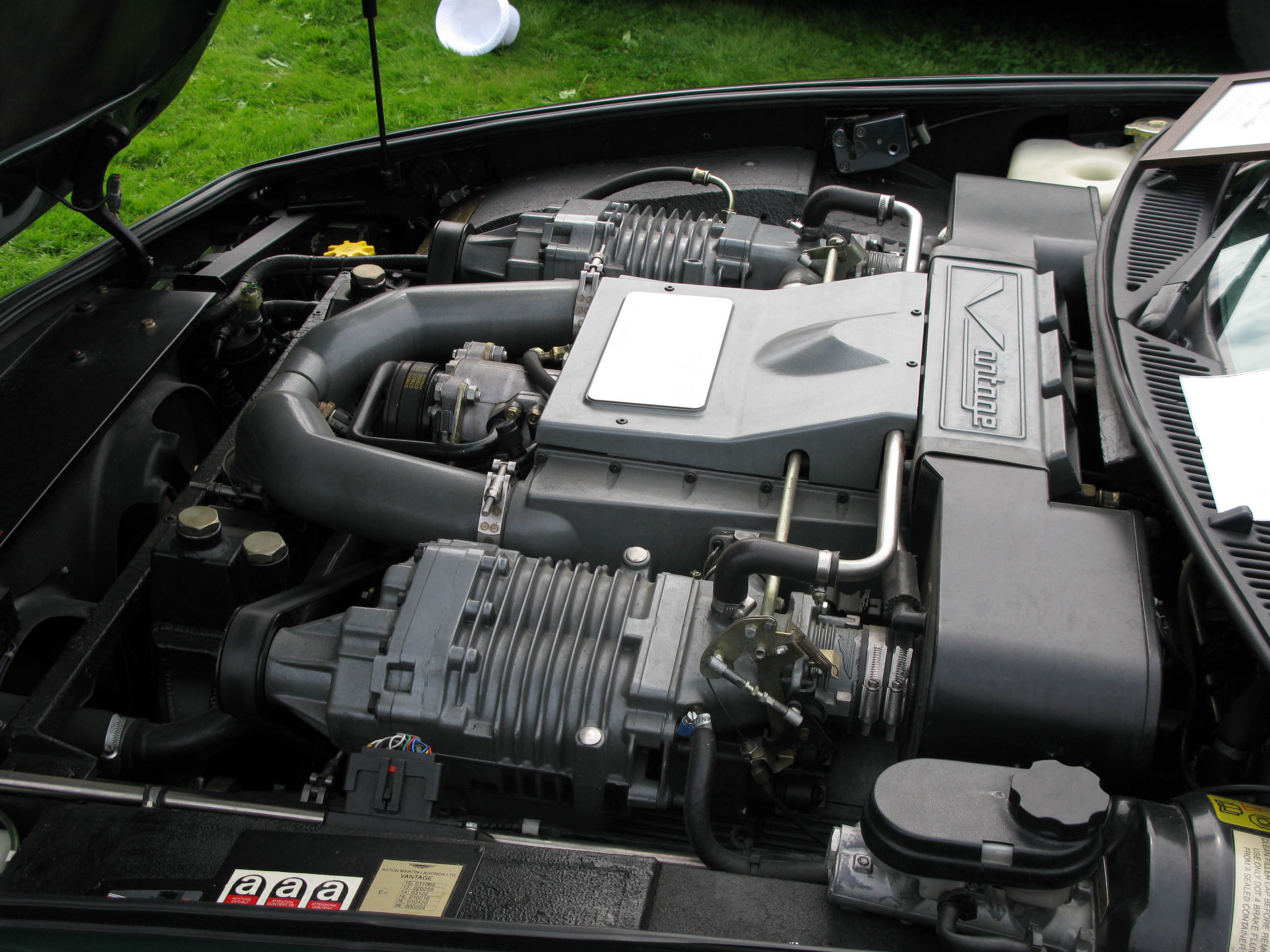

Вскоре после запуска в производство купе Virage начались работы над созданием его спортивной версии Vantage, которая должна была, с размещёнными с комфортом четырьмя пассажирами в салоне, разгоняться до 300 км/ч. Специалистам по двигателю было дано задание добиться от мотора ещё большей мощности, в результате появился двигатель с двумя нагнетателями, развивавший приблизительно 550 л.с. Впервые в своей истории в распоряжении Aston Martin поступили огромные ресурсы головного автопроизводителя, так как Ford приобрёл компанию в 1987 году. Всё это положительно отразилось на разработке модели.
Представленный в 1992 году на Британском автосалоне Vantage имел приблизительное сходство с Virage — только двери и крыша были от базовой модели. Внешний вид нового автомобиля был обновлён Джоном Хеффернаном (John Heffernan) и получился значительно более агрессивным. Строенные фары и тёмная матовая решетка радиатора, крупные воздухозаборники под бампером, направлявшие воздух к радиаторам и тормозам, расширенные колёсные арки и вентиляционные отверстия позади передних колёс — всё это придавало автомобилю грозный вид.
Всего было изготовлено 288 экземпляров модели.

## Vantage V600 (1992—1999)

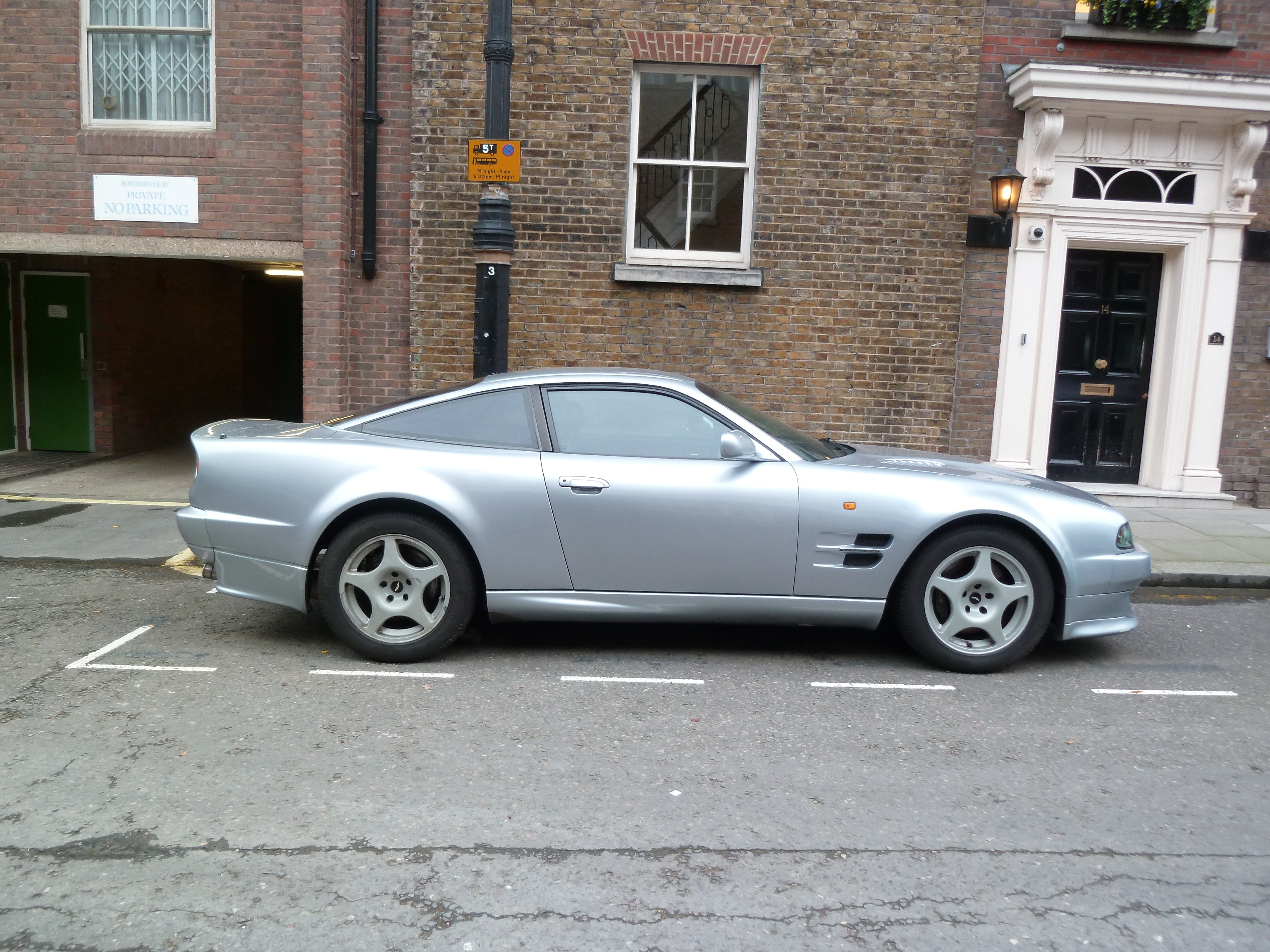

Помимо стандартного автомобиля, изготавливалась его экстремальная версия Vantage V600 с форсированным до 600 л.с. двигателем, сверхлёгкими колёсами из магниевого сплава, гигантскими перфорированными тормозными дисками, на которые были установлены специальные спортивные суппорты, переработанной подвеской с новыми пружинами, настраиваемыми амортизаторами и более жёсткими стабилизаторами.

## Vantage Le Mans (1999—2000)

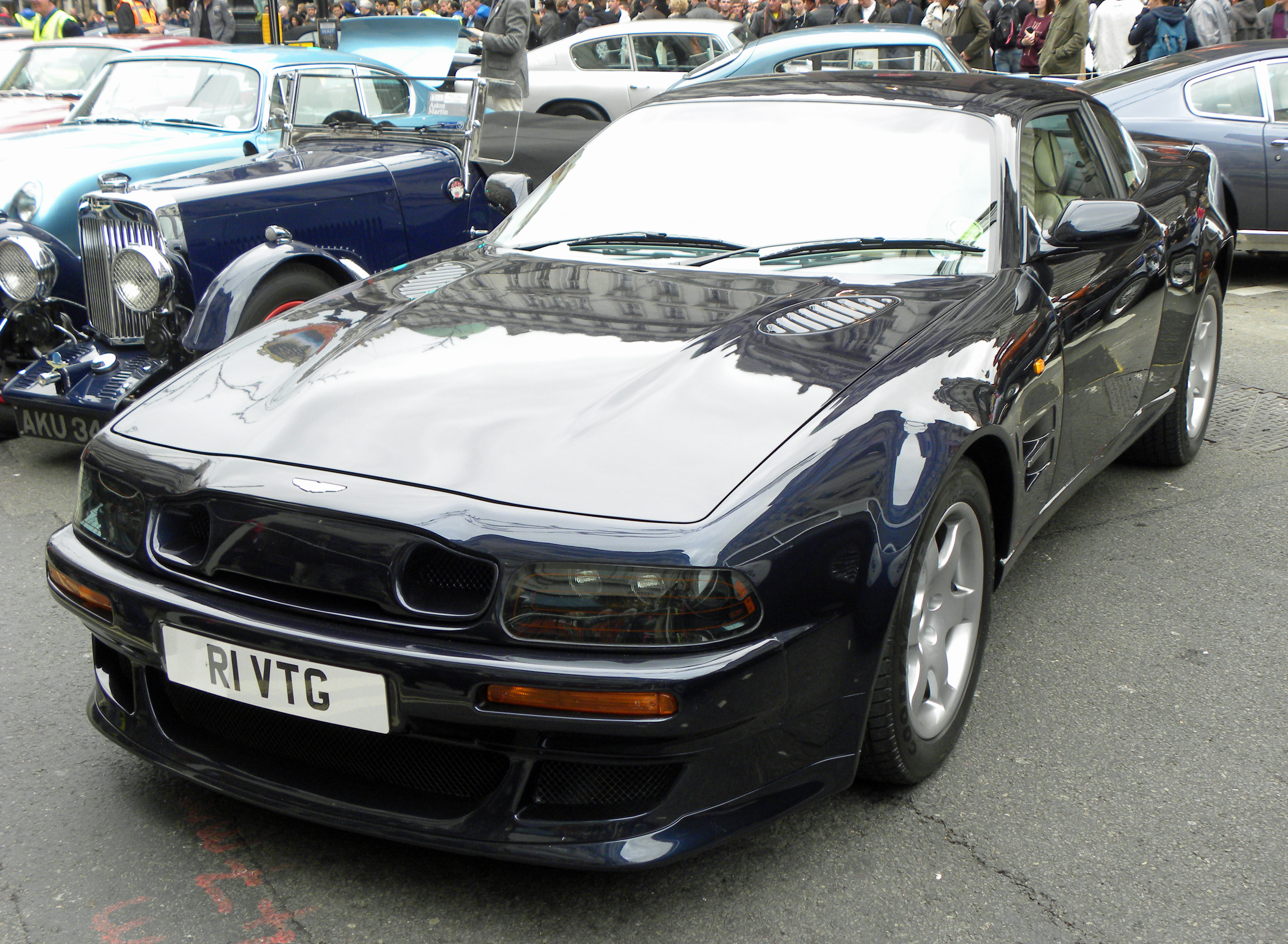

В 1999 году в честь 40-летия победы Aston Martin в знаменитой гонке, была выпущена ограниченная в 40 штук партия моделей Vantage Le Mans, оснащённых либо стандартным 550-сильным, либо форсированным до 600 л.с. двигателем. Внешние изменения включали себя новый капот с двумя воздухозаборниками сверху, как у гоночного DBR1, закрытую решётку радиатора, увеличенные вентиляционные отверстия под бампером и новые колёса. В салоне, вместо деревянной отделки, были установлены металлические панели, алюминиевые накладки на педали и большой тахометр на панели приборов.